# Trzęsienie ziemi w Beludżystanie (2008)
Trzęsienie ziemi w Beludżystanie (2008) – trzęsienie ziemi o sile 6,4 stopni w skali Richtera, które nastąpiło 29 października 2008 roku o 4:09 czasu lokalnego, w pakistańskiej prowincji Beludżystan. W jego wyniku, śmierć poniosło 215 osób, a rannych zostało 200 osób.

## Trzęsienie
Wstrząs główny miał siłę 6,4 stopnia w skali Richtera. Epicentrum trzęsienia ziemi znajdowało się 60 kilometrów na północ od miasta Kweta. Hipocentrum znajdowało się na głębokości 10 kilometrów. Do 12 godzin po głównym wstrząsie występowały wstrząsy wtórne.

## Skutki
Przeważająca większość ofiar pochodziła z dwóch wiosek, zlokalizowanych na obrzeżach miasta Ziarat. Duże zniszczenia, spowodowane były tym, że zabudowę w regionie nawiedzonym przez wstrząsy stanowią przede wszystkim nieduże, gliniane chaty. Wiele budynków zostało zniszczonych przez osunięcia ziemi. Szacuje się, że bez dachu nad głową zostało ponad 120 tysięcy osób.
Wstrząsy zniszczyły również większość dróg i mostów w regionie.